# سیارک ۳۵۶۵
سیارک ۳۵۶۵ (به انگلیسی: 3565 Ojima، نامگذاری:1986YD) سه هزار و پانصد و شصت و پنجمین سیارک کشف شده‌است که در ۲۲ دسامبر ۱۹۸۶ کشف شد.
قدر مطلق سیارک برابر ۱۱٫۳۰ است.